# بستان البقادين
بستان البقادين هي إحدى القرى اللبنانية من قرى جبل عامل في محافظة الجنوب.